# Shajshuja

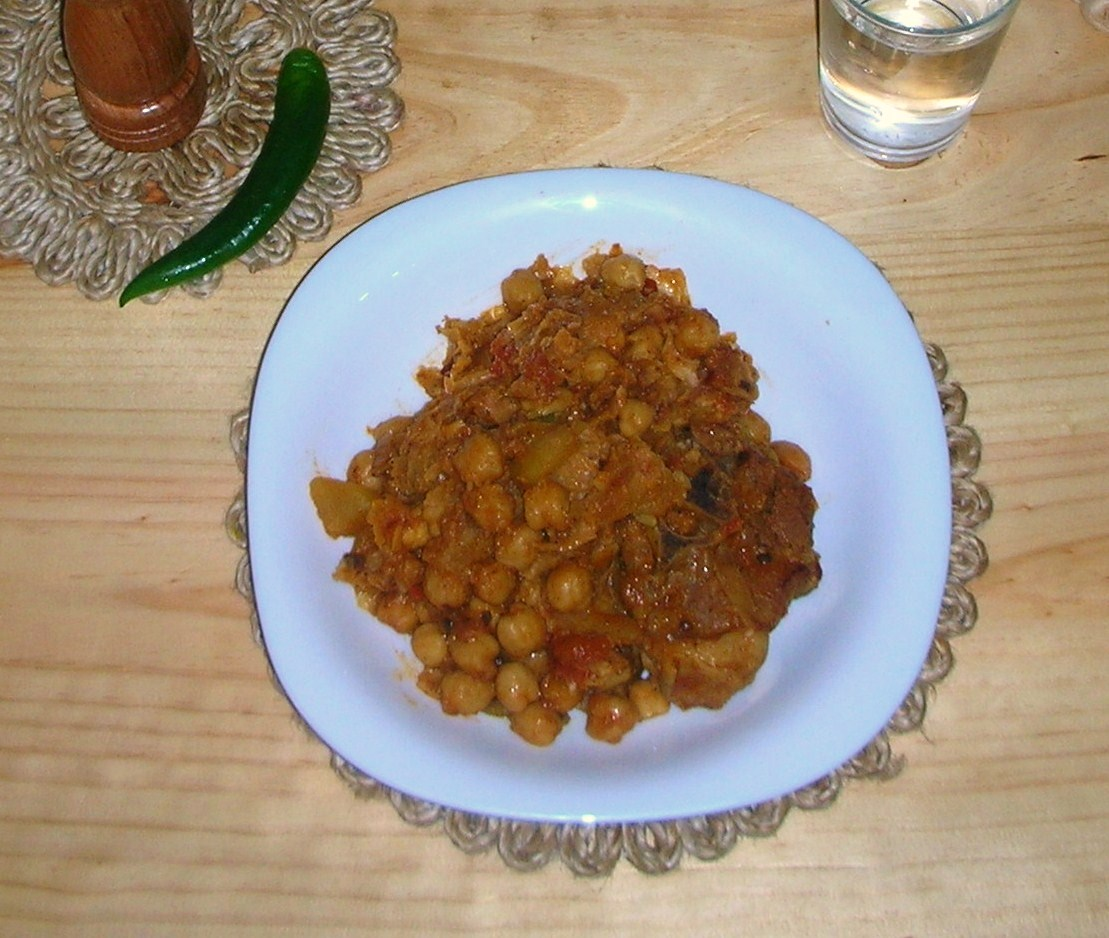
Shajshuja: marqa mezclada con rugag en un plato individual listo para tomar.

La shajshuja (en árabe, شخشوخة; internacionalmente, chakhchoukha) es un plato de la cocina argelina, tomado a menudo en celebraciones festivas y especialmente popular en la región de Aurés. Consiste en tomar trocitos de rougag (pan plano fino redondo) y mezclarlos en el marqa, un estofado.

## Descripción
La shajshuja es una especialidad culinaria originalmente chaoui que actualmente se ha extendido a otras partes de Argelia. El nombre shajshuja procede de tacherchert, ‘desmigajar’ o ‘desgarrar en trocitos’ en shaui. Esta receta tiene su origen en las comidas fuertes que los pastores necesitaban cuando volvía a casa en las frías noches de invierno.

## Preparación
El 'carne picada' o pan plano se hace con sémola fina y, tras cocerlo, se corta a mano en trozos pequeños. Cuando se come en platos individuales, se ponen unos dos puñados en cada uno y entonces se vierte encima la salsa o estofado.
El marqa o estofado consiste en cordero en dados cocido con especias, tomates, cebolla picada y garbanzos. A menudo se añaden patatas, calabacín, zanahorias y pimiento verde a la mezcla, según la temporada, la región y la familia.
Las especias principales usadas en el estofado son pimiento chile seco, alcaravea, ras el hanout, pimienta y comino.
Hay una variante del plato en Batna y las ciudades cercanas (como Barika, M'Sila y Biskra) que emplea un tipo diferente de pan.